# Census town
Census town (thị trấn thống kê) là một đơn vị hành chính ở Ấn Độ, thoả mãn các tiêu chí sau:
1. Dân số tối thiểu 5.000
2. Ít nhất 75% dân số lao động nam làm trong lĩnh vực phi nông nghiệp và
3. Mật độ dân số ít nhất 400 người trên mỗi km².

## Liên kết và tham khảo ngoài
- Điều tra dân số Ấn Độ năm 2001Ấn Độ